# عطیه‌سادات شفیعی
عطیه‌سادات شفیعی لنگری (زادهٔ ساری) یک شمشیرزن اهل ایران است. او عضو تیم ملی ایران نیز و دارنده مدال نقره رقابت‌های بانوان قهرمانی کشور است.

## بن‌مایه
1. ↑  «بانوی مازندرانی مدال نقره گرفت/شفیعی به تیم ملی راه یافت». فارس‌نیوز.
2. ↑  «مازندران در رقابت‌های اسلحه اپه کشور سوم شد». مشرق‌نیوز.
3. ↑  «بانوان شمشیرباز به اردوی آمادگی دعوت شدند». المپیک.